# Плиев, Исса Александрович

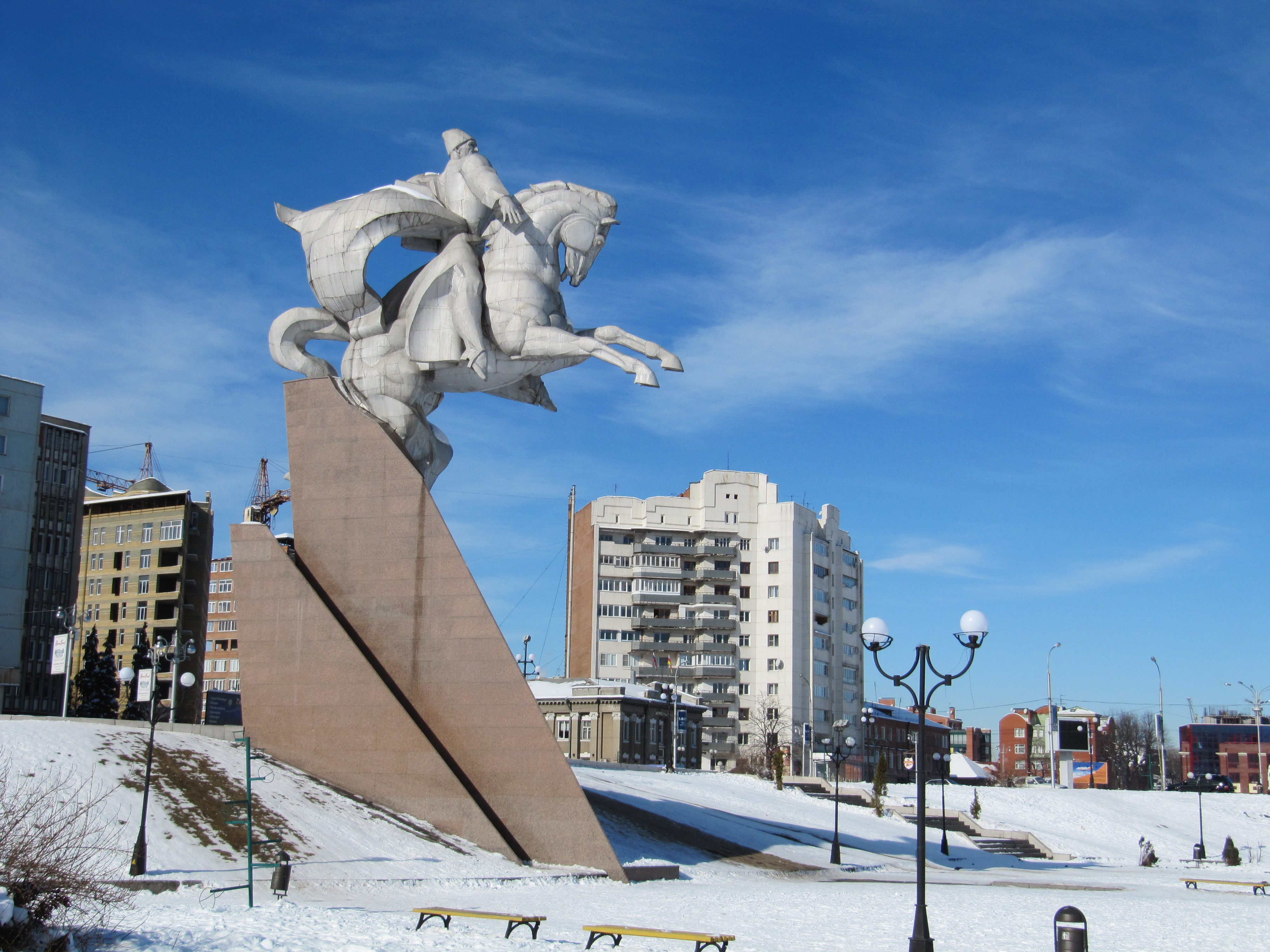
Конная статуя Плиева, Владикавказ, Северная Осетия

Исса́ Алекса́ндрович Пли́ев (осет. Плиты Алыксандры фырт Иссӕ; 12 [25] ноября 1903, Старый Батакоюрт, Российская империя — 6 февраля 1979, Москва) — советский военачальник, генерал армии (1962). Дважды Герой Советского Союза (1944, 1945). Герой Монгольской Народной Республики (1971).
В годы Великой Отечественной войны стал единственным кавалеристом, удостоенным звания дважды Героя Советского Союза: в 1944 году за умелое управление войсками при форсировании реки Южный Буг и освобождение Одессы, в 1945 году за разгром Квантунской армии во время советско-японской войны.
Командующий Северо-Кавказским военным округом в 1958—1968 годах. В 1962 году руководил подавлением выступления новочеркасских рабочих. Во время Карибского кризиса, с июля 1962 года по май 1963 года, командовал Группой советских войск на Кубе в ходе операции «Анадырь».
Кандидат в члены ЦК КПСС (1961—1966). Депутат Верховного Совета СССР 2—7 созывов.

## Биография
Родился в селе Старый Батако (ныне Правобережного района Северной Осетии) в осетинской крестьянской семье. В 1908 году отец уехал на заработки в Канаду и спустя 4 года, в 1912 году, там погиб при катастрофе на шахте. Исса Плиев с ранних лет был вынужден батрачить, но смог получить образование. Сначала он окончил церковно-приходскую школу в родном селе, а затем с помощью родственников и русский учительницы Елизаветы Аполлоновны Пахомовой-Слюсаревой — 2-е реальное училище во Владикавказе в 1918 году.
В РККА с марта 1922 года. Служил красноармейцем в отряде особого назначения при особом отделе Отдельной Кавказской армии. С июня по август 1923 года находился в запасе, затем вновь зачислен в РККА и направлен на учёбу. В 1926 году окончил Ленинградскую кавалерийскую школу, после её окончания с сентября 1926 по май 1930 года служил курсовым командиром Северо-Кавказской горских национальностей кавалерийской школы в Краснодаре. Член ВКП(б) с 1926 года. Затем направлен учиться в академию.
Окончил Военную академию РККА имени М. В. Фрунзе в 1933 году и назначен начальником оперативного отделения штаба 5-й Ставропольской кавалерийской дивизии имени М. Ф. Блинова в Украинском военном округе. С июня 1936 года — инструктор штаба Объединённого военного училища Монгольской народно-революционной армии в Улан-Баторе. С февраля 1939 года командовал 48-м кавалерийским полком 6-й кавалерийской дивизии Белорусского особого военного округа. Во главе полка принимал участие в походе РККА в Западную Белоруссию в сентябре 1939 года. С октября 1940 года учился в академии.

### Великая Отечественная война
После начала Великой Отечественной войны в начале июля 1941 года досрочно выпущен из Академии Генерального штаба имени К. Е. Ворошилова. 6 июля назначен командиром 50-й кавалерийской дивизии Северо-Кавказского военного округа. Как только полковник Плиев прибыл в расположение дивизии в Армавир, был получен приказ об отправке на фронт. Прибыв на Западный фронт, дивизия вошла в состав группы войск генерала В. А. Хоменко 30-й армии, затем в состав группы войск генерала И. И. Масленникова (22-я армия), затем в отдельную кавалерийскую группу генерала Л. М. Доватора. Участвовал в двух рейдах по тылам группы армий «Центр» в ходе Смоленского сражения. С началом Московской битвы дивизия стойко держала оборону в составе 16-й армии, участвуя в Вяземской, Можайско-Малоярославецкой и Клинско-Солнечногорской оборонительных операциях. За отличное выполнение боевых задач и массовый героизм личного состава 26 ноября 1941 года дивизии было одной из первых в кавалерии РККА присвоено гвардейское звание и она получила наименование 3-я гвардейская кавалерийская дивизия. Участвовал в Клинско-Солнечногорской наступательной операции, тогда же дивизия вошла в состав 2-го гвардейского кавалерийского корпуса 5-й армии. 19 декабря в бою погиб командир корпуса генерал-майор Л. М. Доватор, и генерал И. А. Плиев был назначен командиром этого корпуса, продолжая участвовать в наступательном этапе Московской битвы.
16 апреля 1942 года назначен командиром 5-го кавалерийского корпуса на Южном фронте, который в Харьковском сражении вёл ожесточённые бои за город Изюм. После понесённых потерь в конце июня корпус был расформирован.
С июля 1942 года командовал 3-м гвардейским кавалерийским корпусом на Юго-Западном фронте. Во главе корпуса участвовал в Воронежско-Ворошиловградской оборонительной операции и в Сталинградской битве, во время которых корпус несколько раз перебрасывался на наиболее угрожаемые направления и переподчинялся командующим Донским и Сталинградским фронтами.
С февраля 1943 года — заместитель командующего 5-й гвардейской танковой армией, которая начала формироваться в тылу.
С мая 1943 года — заместитель командующего войсками Степного военного округа, в начале июля преобразованного в Степной фронт (с 20.10.1943 — 2-й Украинский фронт), участвовал в Курской битве, в Белгородско-Харьковской наступательной операции и в битве за Днепр.
С ноября 1943 года — командир 4-го гвардейского кавалерийского корпуса на 3-м Украинском фронте. В начале 1944 года приказом командующего фронтом Р. Я Малиновского была создана фронтовая конно-механизированная группа (КМГ), командовать которой было поручено генералу Плиев одновременно с командованием 4-м гвардейским кавкорпусом. Участвовал в Мелитопольской наступательной операции.
Но особо он отличился в Березнеговато-Снигирёвской и Одесской наступательных операциях, проведённых одна за другой в марте-апреле 1944 года. Введённая в рейд по тылам противника конно-механизированная группа генерала Плиева в марте 1944 года обеспечила окружение и разгром частей 6-й немецкой армии. В апреле КМГ форсировала реку Южный Буг, перерезала основные коммуникации противника и способствовала овладению войсками фронта ряда крупных населённых пунктов, в том числе городом Одесса.
Указом Президиума Верховного Совета СССР от 16 апреля 1944 года за умелое командование войсками и проявленные при этом личное мужество и героизм гвардии генерал-лейтенанту Иссе Александровичу Плиеву присвоено звание Героя Советского Союза с вручением ордена Ленина и медали «Золотая Звезда».
В начале лета 1944 года корпус и КМГ были переданы на 1-й Белорусский фронт. Там Плиев вновь успешно действовал в Белорусской стратегической наступательной операции. На её счету — освобождённые города Слуцк, Столбцы, Слоним.
Затем КМГ вернули на 3-й Украинский фронт, где 3 октября 1944 года генерал Плиев возглавил фронтовую конно-механизированную группу в более значительном составе: 4-й и 6-й гвардейские кавалерийские корпуса и 7-й механизированный корпус. Такая КМГ была создана с целью глубокого прорыва во вражеский тыл в Дебреценской операции на территории Венгрии. Задача прорыва была выполнена, но затем противнику удалось перерезать коммуникации КМГ. Свыше 10 суток бойцы сражались во вражеском тылу, уклоняясь от танковых ударов противника и нанося неожиданные ответные удары. Часть занятых венгерских городов пришлось оставить, но в итоге обстановку удалось переломить в пользу советских войск, и Дебрецен был взят.
Если почти год Плиеву довелось командовать импровизированными КМГ, то в ноябре 1944 года он был назначен командиром уже штатной 1-й конно-механизированной группы, которая в составе 3-го Украинского фронта приняла участие в Будапештской операции. За отличное выполнение боевых задач и массовый героизм личного состава 1-я КМГ приказом наркома обороны СССР от 26 января 1945 года получила гвардейское звание и была переименована в 1-ю гвардейскую КМГ. В 1945 году она участвовала в Братиславско-Брновской и Пражской наступательных операциях.
Во время советско-японской войны командовал советско-монгольской конно-механизированной группой Забайкальского фронта. Она отличилась в Хингано-Мукденской операции в августе 1945 года. За успехи в разгроме Квантунской армии награждён второй медалью «Золотая Звезда» Героя Советского Союза.
За годы Великой Отечественной войны И. А. Плиев 16 раз персонально упоминался в приказах Верховного Главнокомандующего СССР И. В. Сталина.

Сын бедного крестьянина из Осетии, Исса Александрович ещё до войны выдвинулся в РККА как один из самых умелых кавалеристов, а затем на полях сражений с успехом командовал дивизией и первыми гвардейскими кавалерийскими корпусами. Вершиной его деятельности стало руководство конно-механизированной группой в войне с империалистической Японией.
— 

### Послевоенная биография
С февраля 1946 года — командующий войсками Ставропольского военного округа. С июля 1946 года командовал 9-й механизированной армией Южной группы войск (армия тогда была размещена на территории Румынии). С февраля 1947 по апрель 1948 года — командующий 13-й армией Прикарпатского военного округа. Затем убыл на учёбу, окончил в 1949 году окончил Высшие академические курсы при Высшей военной академии имени К. Е. Ворошилова.
С апреля 1949 года — командующий 4-й армией Закавказского военного округа. С июня 1955 годах — первый заместитель командующего, а с апреля 1958 года по июнь 1968 года — командующий войсками Северо-Кавказского военного округа.

2 июня 1962 года войска возглавлявшегося Плиевым округа приняли участие в подавлении выступлений новочеркасских рабочих. По воспоминаниям генерала М. К. Шапошникова, который был заместителем Плиева, именно Плиев выслал в его распоряжение танки и приказал при необходимости атаковать. Если бы Шапошников подчинился приказу, и танки, стоявшие на мосту через реку Тузлов, атаковали толпу, то погибли бы тысячи безоружных людей. 
Во время Карибского кризиса с июля 1962 года по май 1963 года командовал Группой советских войск на Кубе в ходе операции «Анадырь». После возвращения с Кубы вновь приступил к исполнению обязанностей командующего войсками Северо-Кавказского военного округа. С июня 1968 года — военный инспектор-советник Группы генеральных инспекторов Министерства обороны СССР.
Кандидат в члены ЦК КПСС (1961—1966). Депутат Верховного Совета СССР II—VII созывов (1946—1970).
Скончался 6 февраля 1979 года в Москве. Похоронен во Владикавказе, на Аллее Славы.

## Семья
- Мать — Аминат Игнатьевна Плиева (урожд. Моргоева[10]; 1871—1974).
- Отец — Александр Плиев (в 1912 году в поисках лучшей жизни уплыл в США и вскоре погиб при аварии в шахте).
- Сестра — Мария Александровна Плиева (в замуж. Мисикова)
- Брат — Кирилл Александрович Плиев (1911—1941), погиб на фронте[11].
- Жена — Екатерина Давыдовна (урожд. Чехоева).
  - Дочь — Нина Иссаевна Плиева (1935—2021).
    - Внук — Сергей Владимирович Чистый
    - Внук — Борис Владимирович Чистый.

## Сочинения
- Плиев И. А. Во имя Родины. — Ростов н/Д.: Книжное издательство, 1965.
- Плиев И. А. Через Гоби и Хинган. — М.: Воениздат, 1965.[12]
- Плиев И. А. Разгром «армии мстителей». — Орджоникидзе: Северо-Осетинское книжное издательство, 1967.
- Плиев И. А. Служим Родине. — Ростов н/Д.: Книжное издательство, 1968.
- Плиев И. А. Конец Квантунской армии / [Предисловие Ю. Цеденбала]. — 2-е изд. — Орджоникидзе: Ир, 1969.
- Плиев И. А. В боях за освобождение Румынии, Венгрии, Чехословакии. — Орджоникидзе: Ир, 1971.
- Плиев И. А. Под гвардейским знаменем. — Орджоникидзе: Ир, 1976.
- Плиев И. А. Дорогами войны. — М.: Книга, 1985.[13]

## Воинские звания
- Полковник (1939);
- Генерал-майор (11.09.1941);
- Генерал-лейтенант (29.10.1943);
- Генерал-полковник (29.05.1945);
- Генерал армии (27.04.1962).

## Награды
Советские государственные награды:
- Дважды Герой Советского Союза (16.04.1944, 8.09.1945);
- Шесть орденов Ленина (03.11.1941, 16.04.1944, 1947, 1962, 1962, 12.11.1978);
- Орден Октябрьской Революции (1973);
- Три ордена Красного Знамени (03.11.1944, 1952, 1969);
- Два ордена Суворова I степени (10.03.1944, 28.04.1945);
- Орден Кутузова I степени (23.07.1944);
- медали, в том числе:
  - «За оборону Москвы»;
  - «За оборону Сталинграда»;
  - «За победу над Германией в Великой Отечественной войне 1941—1945 гг.»;
  - «За победу над Японией»;
  - «Ветеран Вооружённых Сил СССР».

Награды других государств:
- Герой Монгольской Народной Республики (МНР, 1971);
- Три ордена Сухэ-Батора (МНР, 20.03.1961, 7.05.1971, …);
- Орден Красного Знамени (МНР);
- Орден Полярной Звезды (МНР);
- Орден Красного Знамени (ЧССР, 30.04.1970);
- Орден Возрождения Польши IV степени (Польша, 6.10.1973);
- Virtuti Militari IV степени (Польша, 19.12.1968);
- Орден «Легион почёта» степени командора (США, 23.08.1944);
- Командор ордена Почётного легиона (Франция, 9.06.1945);
- Военный крест 1939—1945 с пальмовой ветвью (Франция);
- Орден Тудора Владимиреску I и II степеней (СРР, 24.10.1969, 1.10.1974)[14];
- Орден Заслуг Венгерской Народной Республики II степени (Венгрия);
- Орден «Эрнесто Че Гевара» I степени (Куба);
- Медаль «30 лет Победы над милитаристской Японией» (МНР, 1975);
- Медаль «За Победу над Японией» (МНР);
- Медаль «Дружба» (МР);
- Медаль «30 лет Халхин-Гольской Победы» (МНР, 15.08.1969);
- Медаль «50 лет Монгольской Народной Армии» (МНР, 15.03.1971);
- Медаль «50 лет Монгольской Народной Революции» (МНР, 16.12.1971);
- Медаль «25 лет освобождения Румынии» (Румыния, 1969);
- Медаль «20-я годовщина Революционных Вооружённых сил Кубы» (Куба);
- Медаль «20-я годовщина штурма казарм Монкада» (Куба);
- Медаль «90 лет со дня рождения Георгия Димитрова» (Болгария, 23.02.1974);

## Память

Почтовая марка Южной Осетии

Памятная доска в Ростове-на-Дону

- Именем И. А. Плиева названы улицы в городах: Цхинвал, Владикавказ, Беслан, Ростов-на-Дону, Краснодар (пос. Пашковский), Волгоград, Одесса, Новошахтинск, Теплодар, Беляевка (Одесская область), Слуцк (Минская область, Беларусь).
- 21.06.1979 года имя И. А. Плиева было присвоено Орджоникидзевскому высшему зенитному ракетному командному училищу ПВО.
- В Ростове-на-Дону на доме по проспекту Чехова, 60 установлена мемориальная доска в его честь.
- Является почётным гражданином города Калач-на-Дону.
- Имя Героя носит пионерская дружина средней школы № 8 г. Слуцка.
- Бронзовый бюст дважды Героя Советского Союза И. А. Плиева установлен во Владикавказе[15], около Горского государственного аграрного университета на улице Кирова, д. 37.
- Также в центре столицы Северной Осетии уже после распада Советского Союза установлена конная статуя генерала армии и создан Дом-музей на Бородинской улице, дом 7. В этом доме проживала его мать и сестра, у которых он останавливался во время его приездов во Владикавказ[16][17].
- В 2017 году бюст Герою Монгольской Народной Республики И. А. Плиеву был установлен в Улан-Баторе.
- 16 декабря 2018 года Благотворительный фонд культуры им. Григория Котаева передал в дар Военно-историческому музею ЮВО в Ростове-на-Дону бронзовый бюст И.А. Плиева[18].
- 9 мая 2020 года на Кубе в Гаване на территории Мемориального комплекса советскому воину-интернационалисту установлен бюст И.Плиева[19].
- В 2020 году имя И.А.Плиева было присвоено школе №49 г. Улан-Батора[20].
- 1 сентября 2024 года во дворе школы №49 г. Улан-Батора, носящей имя И. А. Плиева, установлен бюст военачальника[20].
- В декабре 2021 года бюст Иссы Плиева установили в Музее Победы на Поклонной горе в Москве (у входа в диораму «Контрнаступление под Москвой»). Автор — скульптор Арсен Дзбоев[21].
- 24 ноября 2024 г. в Советском районе Волгограда на улице им. И. Плиева установлен бюст И. А. Плиева.[22]
- Установленный в Цхинвале памятник был разрушен войсками Грузии выстрелами из гранатомёта во время грузино-южноосетинского конфликта 1989 года. В настоящее время памятник восстановлен.
- 23 января 2025 года Президент России подписал Указ №38 «Об присвоении 166-мотострелковому полку почетного наименования»: 166 мотострелковый полк имени дважды Героя Советского Союза генерала армии И.А.Плиева.

## В кино
- Через Гоби и Хинган, СССР, 1981 год. Роль Плиева исполнил Ахсарбек Бекмурзов.
- Однажды в Ростове, Россия, 2012 год. Роль Плиева исполнил Николай Глинский.
- Дорогие товарищи!, Россия, 2020 год. Роль Плиева исполнил Олег Цветанович.